# イズレイル・ブローディ

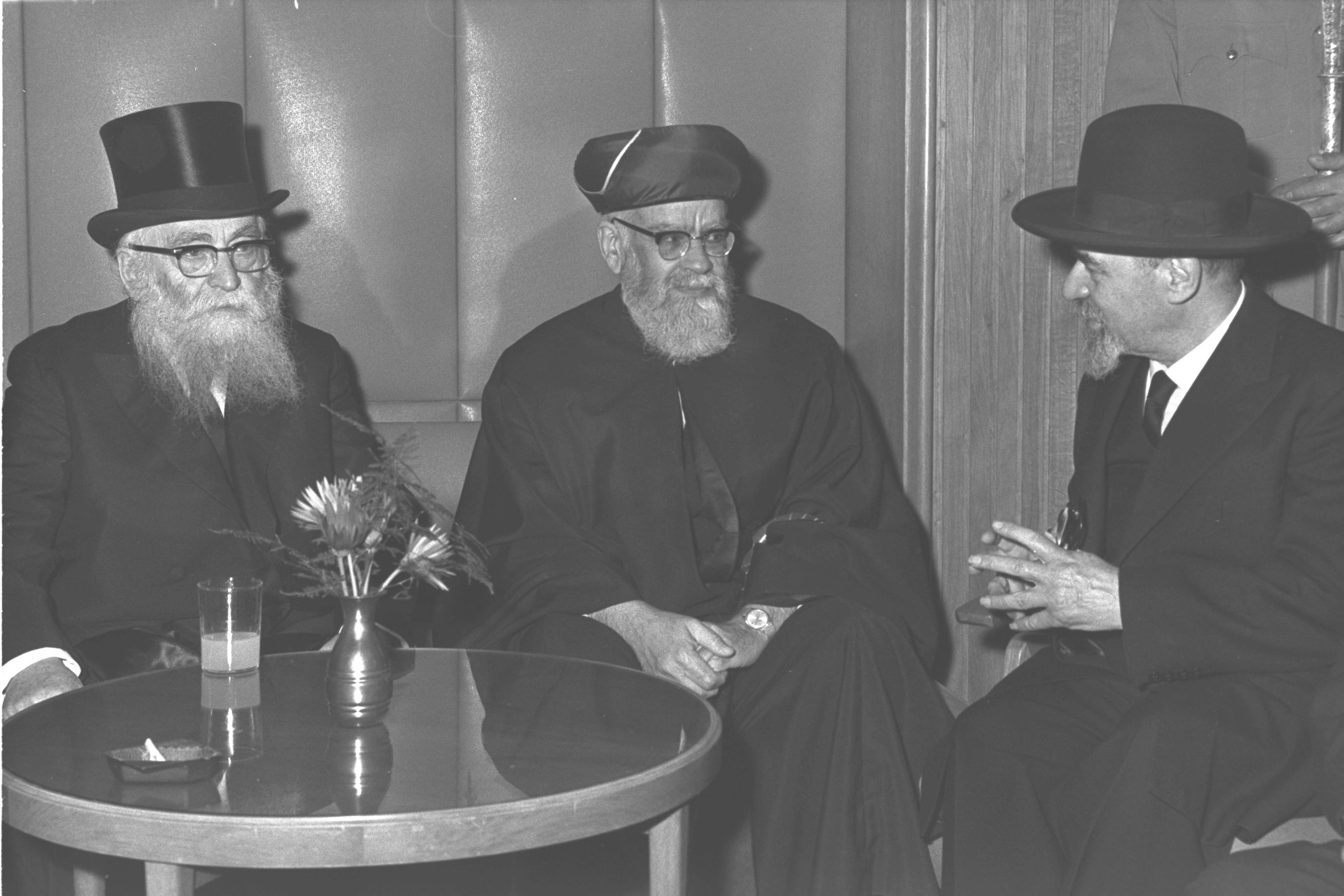
イズレイル・ブローディ

イズレイル・ブローディ（Sir Israel Brodie, 1895年 ニューカッスル - 1979年）は、イギリスの正統派ラビで、1948年-1965年まで連合王国とイギリス連邦の首席ラビ（Chief Rabbi）、1895年から1979年まで大英帝国ヘブライ信徒連合 United Hebrew Congregations of the British Commonwealth の首席ラビ。
オーストラリアでラビを務め、ダンケルクの戦い、第一次世界大戦で従軍ラビ Senior Jewish Chaplain の活動に従事。1948年、イギリス委任統治領パレスチナの委任統治の終わる難しい時期に53歳で首席ラビとなる。